# Ciechnowo
Ciechnowo (niem. Technow) – wieś w Polsce położona w województwie zachodniopomorskim, w powiecie świdwińskim, w gminie Sławoborze.
Według danych z 1 stycznia 2011 roku wieś liczyła 67 mieszkańców. 